# Martin Helme
Martin Helme (né le 24 avril 1976 à Tallinn est un homme politique estonien d’extrême-droite, dirigeant du Parti populaire conservateur d'Estonie (EKRE). De 2019 à 2021, il est ministre des Finances au sein du gouvernement Ratas II.

## Biographie
Martin Helme est le fils de Mart Helme, lui-même homme politique et fondateur du Parti populaire conservateur estonien. 
Dans la ligne du parti, Helme assume des positions souverainistes, racistes, anti-immigration (notamment autour de la théorie du grand remplacement) et homophobes. Il est aussi résolument antirusse. Considéré comme proche du suprémacisme blanc, il affirme : « si vous êtes noirs, repartez » ou encore « je veux une Estonie blanche ».
En avril 2019, Martin Helme entre au gouvernement de coalition composé par Juri Ratas comme ministre des Finances, son père devenant simultanément ministre de l’Intérieur.
Le 4 juillet 2020, il succède à son père comme président du Parti populaire conservateur.